# James Glover (psychanalyste)
Pour les articles homonymes, voir James Glover et Glover.
James Glover, né le 15 juillet 1882 à Lesmahagow (Lanarkshire), en Écosse, et mort le 25 août 1926, est un médecin et psychanalyste écossais. 

## Biographie
James Glover fait ses études de médecine à Glasgow, puis exerce quelques années au Brésil. Il rentre en Grande-Bretagne et se spécialise en ORL. En 1918, il commence à exercer à la Medico-Psychological Clinic de Brunswick Square, premier établissement de soin liée à la psychanalyse, avant d’entreprendre une analyse didactique avec Karl Abraham, à l'Institut psychanalytique de Berlin. Son frère Edward Glover reprendra ses travaux après sa mort prématurée du fait du diabète, à 44 ans.

## Publications
- (en) « The Significance of the Mouth in Psycho-Analysis », British Journal of Medical Psychology, vol. 4, no 2, avril 1924, p. 134-155, [lire en ligne]
- Ernest Jones (dir.), Social aspects of psycho-analysis : Lectures delivered under the auspices of the Sociological Society (contributions de  Ernest Jones, James Glover, J. C. Flügel, M. D. Eder, Barbara Low & Ella Freeman Sharpe), Londres, Williams & Norgate, 1924, 240 p. (OCLC 903877435)[1]
- (en) « The Conception of Sexuality », British Journal of Medical Psychology, vol. 5, no 3, août 1925, p. 175-188, [lire en ligne].
- (en) « Divergent tendencies in psychotherapy », British Journal of Medical Psychology, vol. 6, no 2, 1926, p. 93-109 [lire en ligne] (republié en mars 1962, vol. 35, no 1, p. 3-14, [lire en ligne]
- (en) « Notes on an unusual form of perversion », International Journal of Psychoanalysis, vol. 8, p. 10-24, 1927 (trad. fr. « Notes sur une forme rare de perversion », in Denise Bouchet-Kervella, Jacques Bouhsira et Martine Janin-Oudinot (dir.), Le Fétichisme, PUF, coll. « Monographies et débats de psychanalyse », 2012, p. 187-204, [lire en ligne]).